# Paradyschiria curvata
Paradyschiria curvata är en tvåvingeart som beskrevs av Wenzel 1976. Paradyschiria curvata ingår i släktet Paradyschiria och familjen lusflugor.
Artens utbredningsområde är Venezuela. Inga underarter finns listade i Catalogue of Life.